# Polybetes martius
Polybetes martius är en spindelart som först beskrevs av Hercule Nicolet 1849.  Polybetes martius ingår i släktet Polybetes och familjen jättekrabbspindlar. Inga underarter finns listade i Catalogue of Life.